# 中国民主促进会山西省委员会
中国民主促进会山西省委员会，简称民进山西省委、山西民进，是中国民主促进会在山西省的地方组织。